# Haplochromis bwathondii
Haplochromis bwathondii är en fiskart som beskrevs av Niemantsverdriet och Witte 2010. Haplochromis bwathondii ingår i släktet Haplochromis och familjen Cichlidae. IUCN kategoriserar arten globalt som sårbar. Inga underarter finns listade i Catalogue of Life.